# The Stunned Guys
The Stunned Guys is een Italiaanse eenmans hardcoreformatie van Massimiliano Monopoli. Het was lange tijd een tweemansband samen met Gianluca Rossi. Gianluca Rossi heeft de formatie op 8 april 2009 verlaten. Massimiliano Monopoli en Gianluca Rossi begonnen sinds 1994 onder de naam The Stunned Guys muziek uit te brengen, ze werkten toen veel samen met DJ Buby. Vanaf eind jaren tachtig was het trio verantwoordelijk voor de tot dan toe in Italië onbekende muziekstijl. Ze werkten daarom samen met Nederlandse producers en dj's en brachten twee platen uit op Rotterdam Records. De eerste release op Rotterdam Records was "DJ Buby & The Stunned Guys - Nidra EP". Voor de daarop volgende release was besloten de naam Stunned Guys niet te gebruiken omdat DJ Buby steeds meer bij de groep hoorde. DJ Buby was in de praktijk feitelijk derde lid van de formatie. Desondanks besloot DJ Buby in 1996 de formatie te verlaten. Na aanvankelijk samengewerkt te hebben met dj Paul Elstak en ook een viertal release te hebben uitgebracht op het label Very Hard Unresistable van parentlabel DJ Movement richtten Massimiliano Monopoli en Gianluca Rossi in 1996 hun eigen Italiaanse hardcorelabel Traxtorm Records op. Sinds de oprichting van hun eigen label hebben ze veel producties geproduceerd onder de naam The Stunned Guys. Hun eerste Traxtorm-productie was meteen een grote hardcorehit door de track Beats Time en in iets minder mate M.F.M.F.. Daar bleef het niet bij want kort daarop volgde de tweede Traxtorm-release onder het pseudoniem Wasting Program met de hit Tell Me What You Find. Veruit de meeste releases op Traxtorm Records zijn geproduceerd door The Stunned Guys.   
Andere bekende nummers van The Stunned Guys, in samenwerking met Neophyte zijn Army of Hardcore en Get This Motherfucker. Ook werkte de formatie samen met Tommyknocker waarbij ze Your Choice uitbrachten. De twee Italianen zijn, ondanks de breuk, de iconen van de Italiaanse hardcoremuziek.

## Discografie
- Nidra ep (1994)
- Love Really Sucks ep (1995)
- Musica nevrotica (1995)
- Part I ep (1996)
- Traxtorm Connection (1996)
- Part III ep (1997)
- Element 1 (1998)
- Eleement 2 (1998)
- SHE (1998)
- Eleement 3 (1999)
- Bim bum bam remixing project (2002)
- Bombing eardrumz (2002)
- The drummer and the dancer (2003)
- Our thing ep part 2 (2005)
- Traxtorm revamped 004 (2005)
- You will survive e You Will Die (2005)
- Raise Cain - Masters of Hardcore anthem (2007)
- Our thing E.P. part 3 - with Art of Fighters (2008)
- Remixing project 3 - Hymn (2008)
- United by hardness - with Art of Fighters (2010)
- Shock the audience (2014)